# August Hey
August Hey (* 10. Mai 1897 in Dudweiler; † 5. Februar 1978 ebenda) war ein saarländischer Politiker (KPD).

## Leben
August Hay stammte aus einer Bergmannsfamilie und verdiente seinen Lebensunterhalt zunächst als Handlanger und Bergarbeiter. Im Jahr 1917 wurde er zum Kriegsdienst in eine Matrosendivision eingezogen. 1918 nahm er am Matrosenaufstand von Cattaro teil, der von Friedrich Wolf im Drama Die Matrosen von Cattaro (1930) beschrieben wurde.
Zurück im Saargebiet wurde er 1919 Mitglied der USPD und 1920 Mitglied der KPD. Er gehörte dem Landesrat des Saargebietes in der dritten und vierten Wahlperiode (1928–1935) an. Ab 1930 leitete Hey auch die saarländische Revolutionäre Gewerkschafts-Opposition.
Im Vorfeld der Saarabstimmung 1935 setzte er sich gegen die Wiedereingliederung des Saargebietes ins Deutsche Reich ein. Nachdem am 13. Januar 1935 die große Mehrheit der Saareinwohner für eine Rückkehr „heim ins Reich“ stimmte, emigrierte er wie viele Gegner der Wiedereingliederung nach Frankreich. Dort arbeitete er bis zum Kriegsbeginn als Bergmann.
1939 wurde er zunächst interniert und schließlich 1941 verhaftet. Das Oberlandesgericht Stuttgart verurteilte ihn zu einer Zuchthausstrafe von zwei Jahren und vier Monaten, die er in Ludwigsburg absaß. Anschließend internierte man ihn bis 1945 im KZ Dachau.
Nach Kriegsende wurde er zum Bürgermeister von Dudweiler ernannt, außerdem war er im saarländischen Landesverband der KPD aktiv. Im Juli 1947 wies man ihn aus politischen Gründen aus dem Saarland aus, woraufhin er sich bei der KPD Baden engagierte.
Ende der 1950er Jahre gehörte er dem Kreistag Saarbrücken-Land an. Im September 1961 versuchte er als unabhängiger Bewerber bei der Bundestagswahl zu kandidieren, wurde aber nicht zugelassen. Als Folge wurde er 1964 vom Landgericht Saarbrücken zu sechs Monaten Gefängnis auf Bewährung verurteilt. 1968 wurde er Mitglied der DKP.

## Schriften
- 6 Wochen im Dienste der Gestapo. Saar-Nahe-Druck, Saarbrücken 1934.